# 장철민 (축구 선수)
장철민(1972년 5월 19일 ~ )은 대한민국의 전 축구 선수이다. 부산공업대학교 출신으로 K리그의 전북 현대 모터스, 울산 현대 축구단에서 선수로 활동하였다. 1998년 리그컵에서 도움상을 수상하였으며 K리그 통산(정규리그와 리그컵 포함) 102경기 출장, 8득점, 12도움의 기록을 남겼다.
울산에서 장철민 축구교실을 운영하다 현재 동의대축구부 감독으로 재직중